# 칠곡 금무봉 나무고사리화석 산지
칠곡 금무봉 나무고사리화석 산지(漆谷 錦舞峰 나무고사리化石 産地, Chilgok Geummu-bong Tree Fern Fossil Site)는 대한민국 경상북도 칠곡군 왜관읍에서 남동쪽으로 약 4 km 떨어진 지점에 있는 금무산의 경상 누층군 낙동층에 발달한 화석산지이다. 1962년 12월 3일 대한민국의 천연기념물 제146호로 지정되었다.

## 지질
금무봉 나무고사리화석 산지에는 경상 누층군의 최하부 지층인 낙동층의 중부에 해당하는 퇴적층이 대체로 북동 45°의 주향과 남동 20°내외의 경사를 가지며 대상 분포한다. 이 지역의 낙동층은 렌즈상 층리를 이루며 역질조립사암, 세립사암, 실트스톤, 셰일질이암 등 다양한 퇴적상이 나타난다. 이 지역의 낙동층에서는 나무고사리화석 이외에도 양치류, 구과류, 이매패류, 복족류, 공룡 뼈 화석 등이 산출된다. 오구라(1927, 1941, 1944)는 금무산 일대에서 나무고사리 화석을 찾고 목재화석 Xenoxylon latiporosum (Cramer) Gothan을 발견하였다. 정은경 외(2012)는 왜관읍 금무산에 대한 야외조사를 통하여 목재화석 1개체를 채집하였고 이는 목재화석 Xenoxylon latiporosum (Cramer) Gothan으로 확인되었다.
칠곡 금무봉 나무고사리화석 산지
- Xenoxylon latiporosum
- Xenoxylon latiporosum
- 나무 고사리 화석

## 같이 보기
- 경상 누층군 낙동층
- 칠곡군의 지질
- 금무산

## 참고 자료
- 칠곡 금무봉 나무고사리화석 산지 - 국가유산청 국가유산포털